# Carapelle Calvisio
CaraPelle Calvisio là một đô thị thuộc tỉnh L'Aquila trong vùng Abruzzo của Ý. Ý. Đô thị này có diện tích 14 km², dân số 95 người. Các đô thị giáp ranh gồm: Calascio, Capestrano, Caporciano, Castelvecchio Calvisio, Isola del Gran Sasso d'Italia (TE), Navelli, San Pio delle Camere, Santo Stefano di Sessanio